# Rainy Night in Georgia
Rainy Night in Georgia est une chanson écrite par l'auteur-compositeur-interprète de rock américain Tony Joe White et originellement enregistrée par lui en 1968 pour son deuxième album ...Continued,, sorti chez Monument Records en 1969.
En janvier de l'année suivante, 1970, la chanson est sortie en single (chez Cotillion Records, filiale de la major Atlantic Records) par le chanteur de rhythm and blues Brook Benton,.
Aux États-Unis, la version de Brook Benton a atteint la 4e place du Hot 100 de Billboard, passant en tout 15 semaines dans le chart,. (Elle a débuté à la 100e place du Billboard Hot 100 dans la semaine du 10 janvier 1970 et a atteint la 4e place pour deux semaines, celles du 7 et du 14 mars.) Elle a aussi passé une semaine à la 1re place du classement soul (Best Selling Soul Singles) du même magazine. (Elle a débuté à la 31e place du Billboard Hit Soul Singles pour la semaine du 17 janvier 1970 et a atteint la 1re place la semaine du 14 mars,.) 
En 2004, le magazine Rolling Stone a classé cette chanson, dans la version de Brook Benton, 498e sur sa liste des « 500 plus grandes chansons de tous les temps ». La chanson est supprimée de la liste lorsque le magazine la modifie en 2010.